# Arles-sur-Tech
Arles-sur-Tech is een gemeente in het Franse departement Pyrénées-Orientales (regio Occitanie), gelegen aan de rivier de Tech. De plaats maakt deel uit van het arrondissement Céret. Arles-sur-Tech telde op 1 januari 2022 2.805 inwoners.
In het centrum van de gemeente bevindt zich de voormalige Abdij Sainte-Marie d'Arles, waarvan de abdijkerk en het gotisch klooster bewaard zijn gebleven.
Elk jaar op 30 juli, de feestdag van de heiligen Abdon en Sennen, trekt de processie van La Rodella door Arles. Hierin wordt een wassen schijf meegedragen. Deze traditie begon in 1465.

## Geschiedenis
Nabij Arles-sur-Tech ligt het hunebed Caixa de Rotllan.
Arles is ontstaan rond de benedictijner abdij die in 820 werd gesticht. In 1235 brak een conflict uit tussen de dorpelingen en de abt van Sainte-Marie over de banrechten die moesten betaald worden voor het gebruik van de molen en de oven van de abdij. In 1670 werd de plaats ingenomen door opstandelingen tijdens de Opstand van de Angelets, een opstand van de landbouwbevolking van Roussillon tegen de Franse machthebbers die uitbrak in 1667. In 1770 werd de abdij, die een sluimerend bestaan kende, gesloten. Na de Franse Revolutie werd de abdij verkocht als nationaal goed, maar de inwoners van Arles bekwamen dat de abdijkerk gevrijwaard werd als hun parochiekerk.

## Geografie
De oppervlakte van Arles-sur-Tech bedroeg op 1 januari 2022 28,82 vierkante kilometer; de bevolkingsdichtheid was toen 97,3 inwoners per km². De gemeente ligt in Vallespir, de vallei van de Tech.

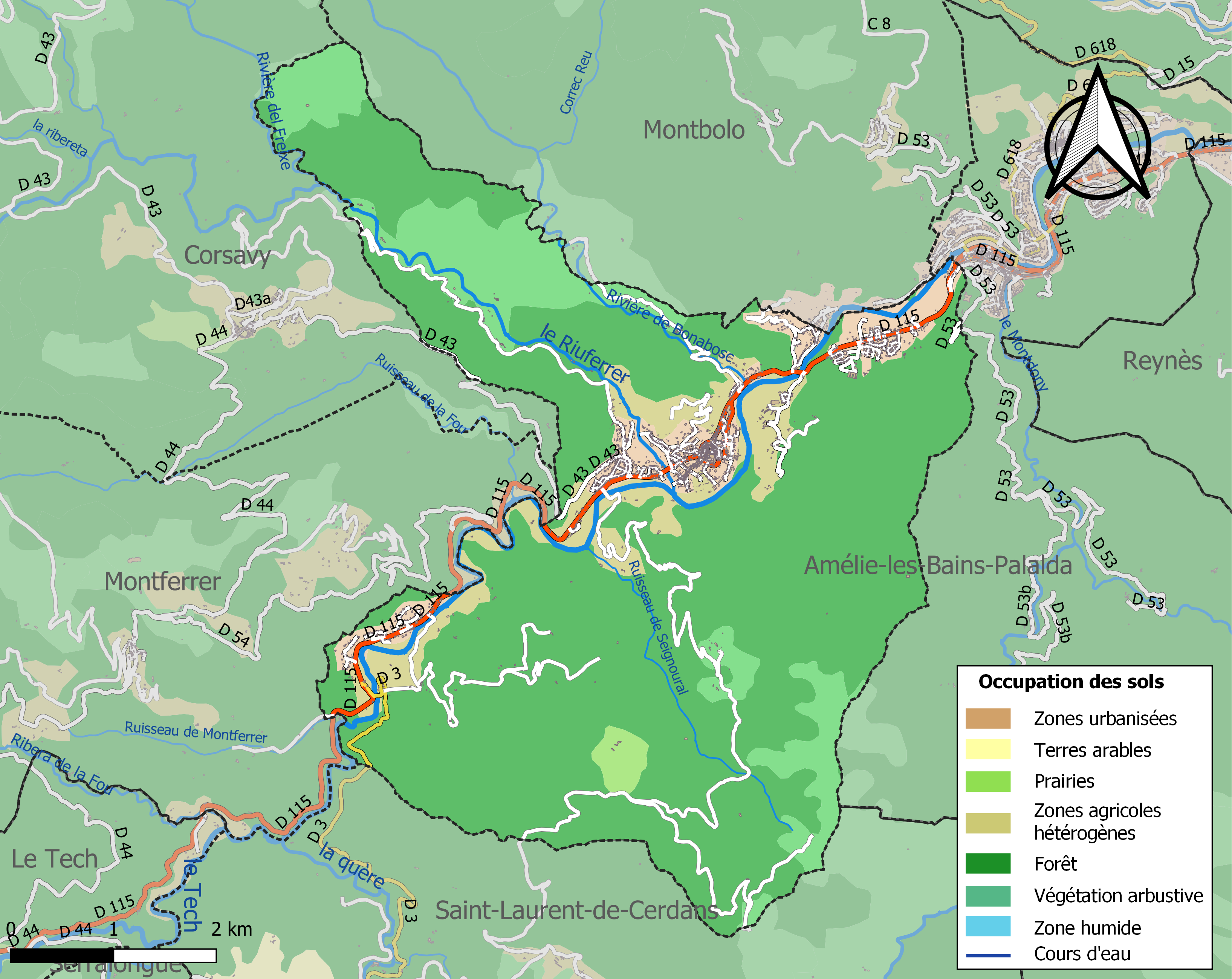
Kaart van de gemeente met de belangrijkste infrastructuur, bodemgebruik en omliggende gemeenten

## Politiek

### Lijst van burgemeesters
| Naam burgemeester       | Ambtsperiode |
| ----------------------- | ------------ |
| Jean-Baptiste Serradell | 1807 - 1808  |
| Abdon Desclaus          | 1808 - 1813  |
| Jean-Baptiste Serradell | 1813 - 1815  |
| Jean Galangau           | 1815 - 1827  |
| Dominique Jofre         | 1827 - 1830  |
| Jean Pujade             | 1830 - 1832  |
| Etienne Grau            | 1832 - 1835  |
| Pierre Mouchart         | 1835 - 1837  |
| Jacques Dubois          | 1837 - 1839  |
| Jean Serreclare         | 1839 - 1840  |
| François Comaills       | 1840 - 1848  |
| Etienne Douffiagues     | 1848 - 1849  |
| Joseph Boix             | 1849 - 1850  |
| Bonaventure Desclaux    | 1850 - 1851  |
| Pierre Mouchart         | 1851 - 1853  |
| Antoine Dubois          | 1853 - 1855  |
| François Comaills       | 1855 - 1859  |
| Abdon Malé              | 1859 - 1865  |
| Joseph Julia            | 1865 - 1870  |
| Jean-Baptiste Barjau    | 1870 - 1871  |
| François Moreau         | 1871- 1874   |
| Jérôme Moreau           | 1874 - 1874  |
| Joseph Julia            | 1874 - 1876  |
| Jean Arago              | 1876 - 1878  |
| Jules Boix              | 1878 - 1878  |
| Joseph Galangau         | 1878 - 1881  |
| Jean-Baptiste Barjau    | 1881 - 1888  |
| Venance Paraire         | 1888 - 1892  |
| Joseph Pallarès         | 1892-1908    |
| Jean Vilar              | 1908-1914    |
| Baptiste Pams           | 1914-1940    |
| Lucien Trenet           | 1941-1942    |
| Pierre Sola             | 1942-1944    |
| Baptiste Pams           | 1944-1967    |
| Paul Lavanga            | 1967-1983    |
| Marcel Charlet          | 1983-1989    |
| Albert Costa            | 1989-2001    |
| René Ala                | 2001-2008    |
| René Bantoure           | 2008 -       |

## Demografie
Onderstaande figuur toont het verloop van het inwonertal (bron: INSEE-tellingen).

## Afbeeldingen

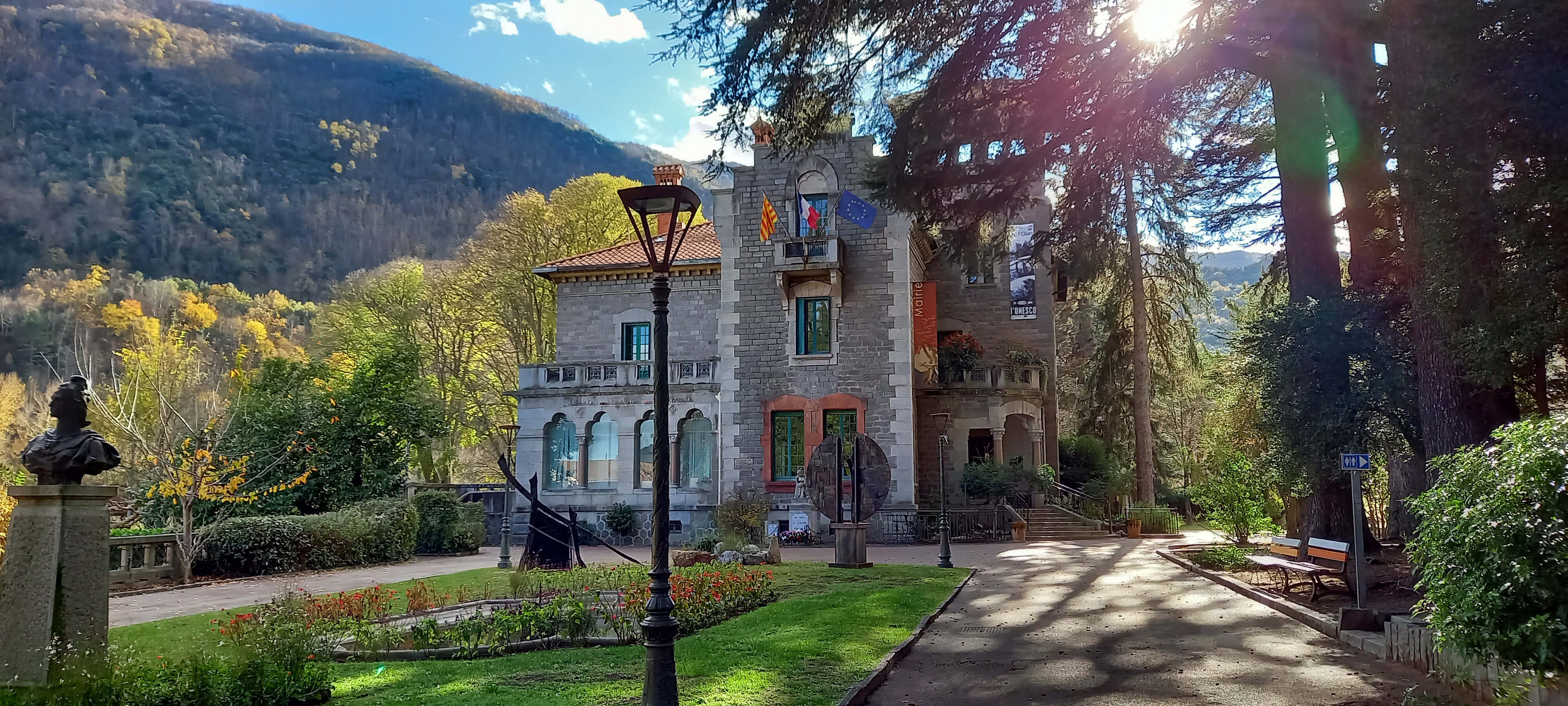
Gemeentehuis
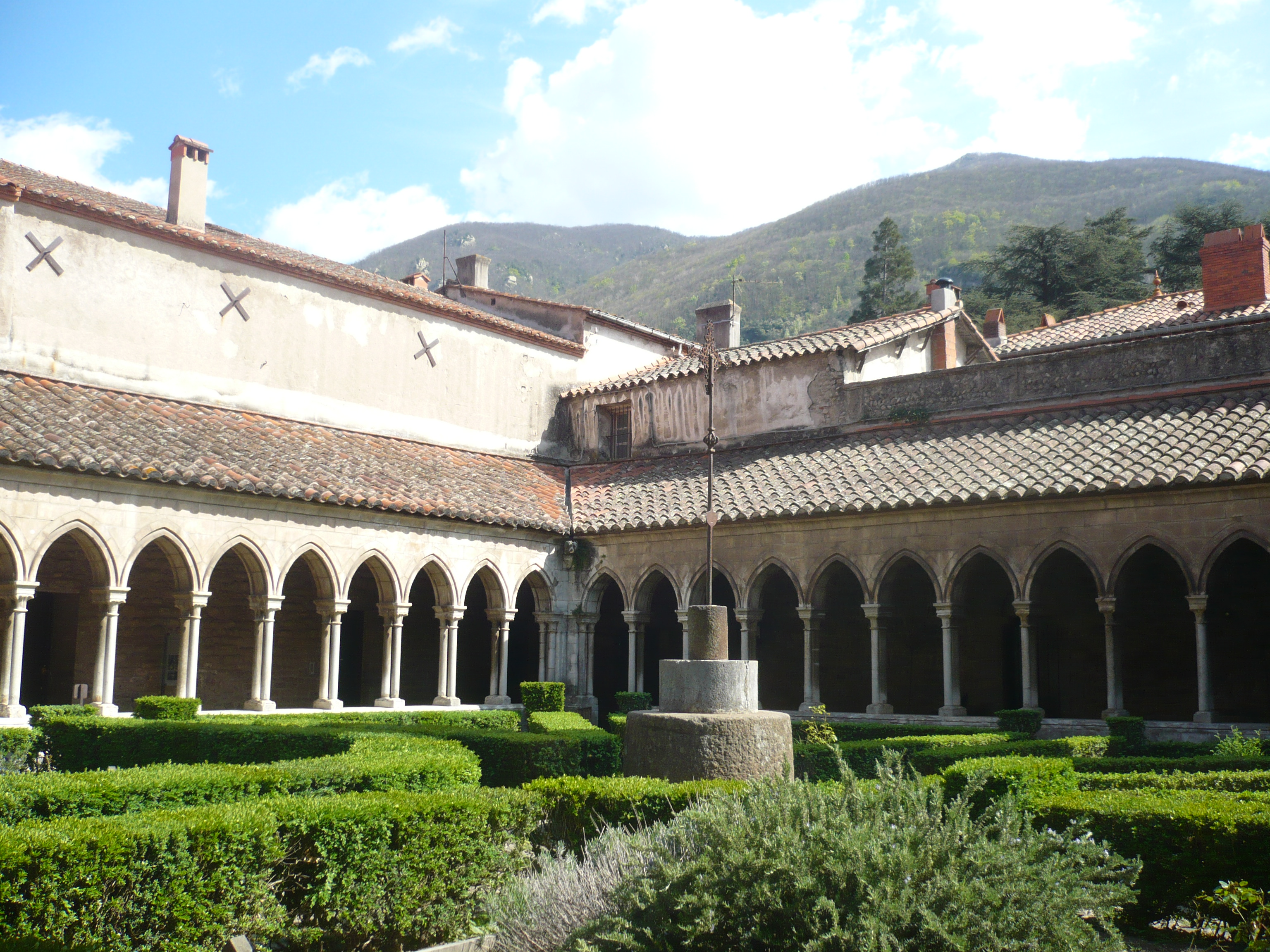
Abbaye Sainte-Marie
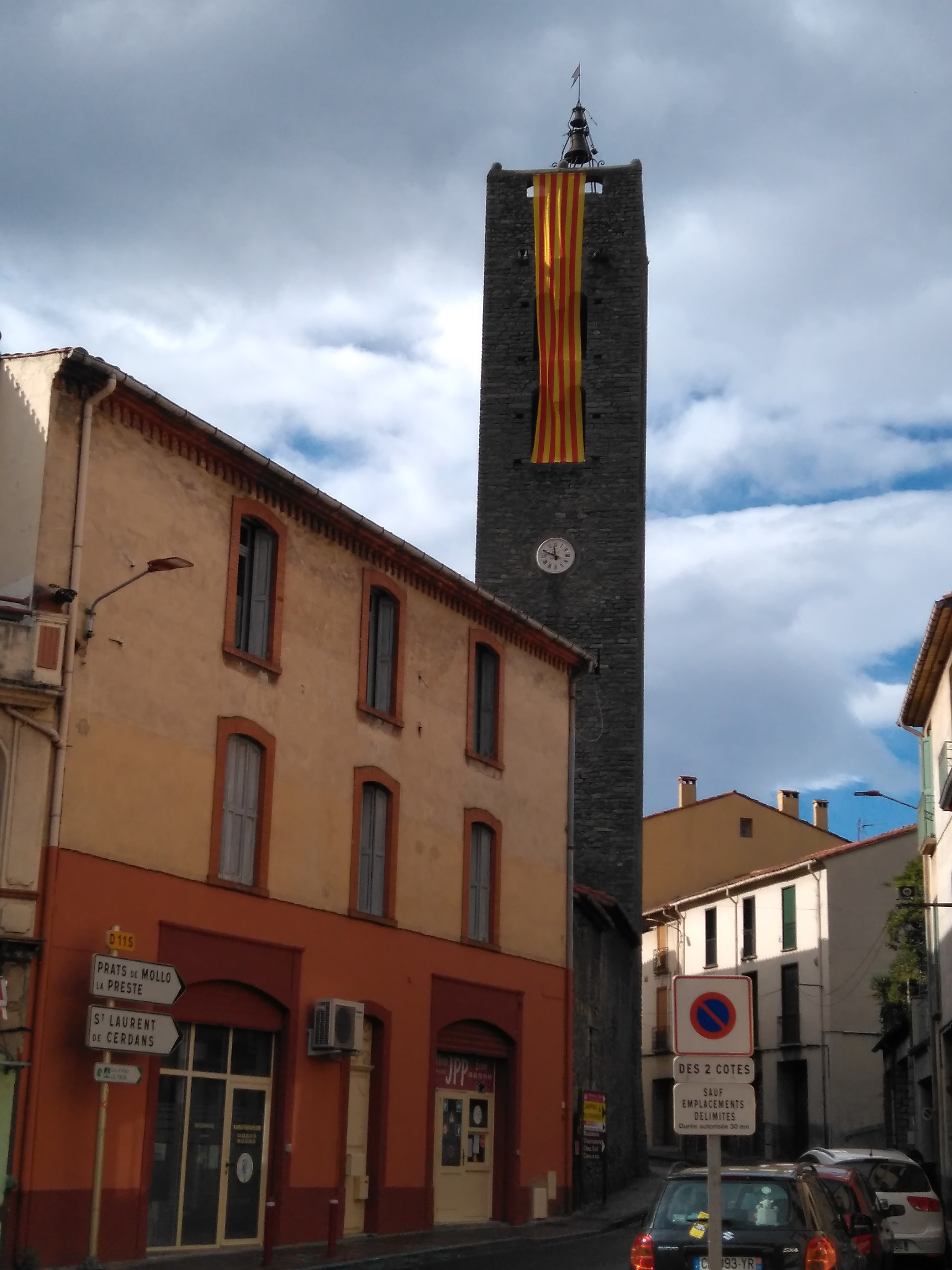
Tour Saint-Sauveur